# DSW
DSW（Deep South Wrestling）は、アメリカ合衆国のプロレス団体。

## 歴史
2005年8月、WCWパワープラントのディレクターを務めていたジョディ・ハミルトンがWWEの傘下団体として設立
WWEへ登場させる予定の選手がトレーニングを行ったり、RAWもしくはSmackdown!の選手がギミックの調整を行う場でもある。
2007年4月18日、WWEとの関係を解消することを発表。また、オーナーのジョディ・ハミルトンはオフィシャルサイトでDSWをシャットダウンすると発表。なお、4月19日以降に組まれていたスケジュールは全てキャンセルとなり、選手はOVWに移籍するか、リリースされるか、FCWに送られるか順次決定されることになった。その後、新たな選手を入れて単にローカルプロモーションとして活動することになった。
2007年7月、活動停止。

## タイトル
- DSWヘビー級王座
- DSWタッグ王座

## WWEに輩出した所属選手

### スーパースター
- エリック・ペレス（Eric Perez）（エリック・エスコバー）
- オレッグ・プルディウス（Oleg Prundius）（ウラジミール・コズロフ）
- キッド・キャッシュ（Kid Kash）
- ギャングレル（Gangrel）（デストラクション、バンパイヤ・ウォリアー）
- グレート・カリ（The Great Khali）（ジャイアント・シン）
- サイモン・ディーン（Simon Dean）（ノヴァ）
- ジェイク・ジムナイ（Jake Gymini）（マイク・シェーン）
- ジェイミー・ノーブル（Jamie Noble）
- ジェシー・ジムナイ（Jesse Gymini）（トッド・シェーン）
- スコーピオ（Scorpio）（2・コールド・スコーピオ、フラッシュ・ファンク）
- デリック・ナイカーク（Derick Neikirk）
- ニック・ミッチェル（Nick Mitchell）（ニッキー）
- ビッグ・ヴィトー（Big Vito）（スカル・フォン・クラッシュ）
- フリーキン・ディーコン（Freakin Deacon）（フェスタス、ルーク・ギャローズ）
- ブレット・メジャー（Brett Majors）（ザック・ライダー）
- マイク・ミザニン（Mike Mizanin）（ザ・ミズ）
- マーク・ジンドラック（Mark Jindrak）（マルコ・コルレオーネ）
- マイク・ノックス（Mike Knox）
- マット・ストライカー（Matt Striker）
- モンテル・ボンタビアス・ポーター（Montel Vontavious Porter）（MVP）
- ラフハウス・オライリー（Rough House O'Reilly）（コナー・オブライエン）
- レイ・ゴディ（Ray Gordy）（ジェシー、スラムマスターJ）

### ディーヴァ
- クリスタル・マーシャル（Kristal Marshall）（クリスタル）
- ナタリー・ナイドハート（Natalie Neidhart）（ナタリヤ）
- ブルック・アダムス（英語版）（Brooke Adams）（ブルック）
- ミシェル・マクール（Michelle McCool）
- レベッカ・ディピエトロ（Rebecca Dipietro）（レベッカ）

## 歴代所属選手

### スーパースター
- エース・スティール（Ace Steel）
- ケニー・オメガ（Kenny Omega）
- ケビン・マシューズ（Kevin Matthews）
- ジャック・ブル（Jack Bull）
- ソニー・シアキ（Sonny Siaki）

### ディーヴァ
- エンジェル・ウィリアムス（Angel Williams）（アンジェリーナ・ラブ）
- クリッシー・ヴェイン（Krissy Vaine）
- デイジー・メイ（Daisy Mae）（ジェニファー・フィット）
- シャンテール・テイラー（Shantelle Taylor）（テイラー・ワイルド）
- トリニーシャ（Trenesha）（ラカ・カーン）
- トレイシー・テイラー（Tracy Taylor）
- バグ・レディ（The Bag Lady）
- ルシアス（Luscious）